# Ryosuke Irie
Ryosuke Irie –en japonés, 入江陵介, Irie Ryosuke– (Osaka, 24 de enero de 1990) es un deportista japonés que compite en natación, especialista en el estilo espalda.
Participó en cuatro Juegos Olímpicos de Verano, obteniendo en total tres medallas en Londres 2012, plata en 200 m espalda y 4 × 100 m estilos y bronce en 100 m espalda, el quinto lugar en Pekín 2008 (200 m espalda), el quinto en Río de Janeiro 2016 (4 × 100 m estilos) y el sexto en Tokio 2020 (4 × 100 m estilos).
Ganó cuatro medallas en el Campeonato Mundial de Natación entre los años 2009 y 2013, dos medallas de bronce en el Campeonato Mundial de Natación en Piscina Corta, en los años 2014 y 2018, y ocho medallas en el Campeonato Pan-Pacífico de Natación entre los años 2010 y 2018.

## Palmarés internacional
| Juegos Olímpicos                    | Juegos Olímpicos        | Juegos Olímpicos  | Juegos Olímpicos        |
| Año                                 | Lugar                   | Medalla           | Prueba                  |
| ----------------------------------- | ----------------------- | ----------------- | ----------------------- |
| 2012                                | Londres (Reino Unido)   | Medalla de plata  | 200 m espalda           |
| 2012                                | Londres (Reino Unido)   | Medalla de plata  | 4 × 100 m estilos       |
| 2012                                | Londres (Reino Unido)   | Medalla de bronce | 100 m espalda           |
| Campeonato Mundial                  |                         |                   |                         |
| Año                                 | Lugar                   | Medalla           | Prueba                  |
| 2009                                | Roma (Italia)           | Medalla de plata  | 200 m espalda           |
| 2011                                | Shanghái (China)        | Medalla de plata  | 200 m espalda           |
| 2011                                | Shanghái (China)        | Medalla de bronce | 100 m espalda           |
| 2013                                | Barcelona (España)      | Medalla de bronce | 4 × 100 m estilos       |
| Campeonato Mundial en Piscina Corta |                         |                   |                         |
| Año                                 | Lugar                   | Medalla           | Prueba                  |
| 2014                                | Doha (Catar)            | Medalla de bronce | 100 m espalda           |
| 2018                                | Hangzhou (China)        | Medalla de bronce | 4 × 100 m estilos       |
| Campeonato Pan-Pacífico             |                         |                   |                         |
| Año                                 | Lugar                   | Medalla           | Prueba                  |
| 2010                                | Irvine (Estados Unidos) | Medalla de bronce | 200 m espalda           |
| 2014                                | Gold Coast (Australia)  | Medalla de oro    | 100 m espalda           |
| 2014                                | Gold Coast (Australia)  | Medalla de plata  | 200 m espalda           |
| 2014                                | Gold Coast (Australia)  | Medalla de plata  | 4 × 100 m estilos       |
| 2018                                | Tokio (Japón)           | Medalla de plata  | 100 m espalda           |
| 2018                                | Tokio (Japón)           | Medalla de plata  | 200 m espalda           |
| 2018                                | Tokio (Japón)           | Medalla de plata  | 4 × 100 m estilos       |
| 2018                                | Tokio (Japón)           | Medalla de plata  | 4 × 100 m estilos mixto |